# Македонија (античка краљевина)
Македонија (стмак. Μακεδονία) је била античка грчка краљевина са центром у североисточном делу данашње Грчке, а граничила се са античким Епиром на западу, античком Пеонијом на северу, Тракијом на истоку и Тесалијом на југу. Успон Македоније, од малог периферног краљевства до доминације у хеленском свету догодио се за време Филипа II, а током владавине Александра Великог постала је најјача држава у тадашњем свету.

## Македонија пре Филипа Македонског
Сматра се да је у овом периоду Македонија углавном обухватала простор северно од Тесалије, углавном до Охридског и Преспанског језера, паралелно до реке Стримон (Струма), што је чинило њену северну и источну границу, где се налазила Тракија. Са запада, углавном описаном линијом данашње границе са Албанијом, граничила се са илирским и епирским територијама.
Плодне долине Аксиоса, Стримона, од најранијих времена, биле су погодне за развој земљорадње. Такође од најранијих времена, веома је било заступљено и сточарство, нарочито гајење коња, чему је погодовало обиље планинских пашњака. Први становници су се бавили рударством, као и обрадом дрвне грађе, која се извозила, а заступљена је била и производња катрана и смоле. До данас се поуздано не зна каква је била етничка припадност првих Македонаца. То очигледно није било јасно ни античким Хеленима — Грцима, који су по овом питању износили различита нагађања. Тако је Демостен сматрао да су варвари, а за старе Грке, варвари су били сви који нису говорили грчким језиком или су живели под краљевима. Такође и Тукидид, као и Херодот, сматрају их варварима (овај други условно), али указују на грчко порекло краљевског рода Македоније.
"... За време краља Деукалиона, становали су (Лакедемонци — Спартанци) у земљи Фтијотиди, а за време Дора сина Хеленова, у земљи испод Осе и Олимпа, званој Хистијеотида. Кад су их Кадмејци протерали, настанили су се у области Пинда под именом Македонци..." .
"... Сви су ови, сем Хермиована, били пореклом Дорани и Македонци и доселили се из Еринеја, са Пинда и најзад из Дриопиде...".
Ови Херодотови подаци говоре о блиској етничкој вези између Македонаца и грчких Дораца. Вероватно су Македонци били мешавина Грка са северним не-грчким народима (Трачанима и у мањој мери Илирима...). Језик античких Македонаца, такође нам углавном није познат нити реконструисан. Утврђено је да преовлађују грчке властите именице, грчки географски називи, као и грчки називи месеци у македонском календару. Међу владајућим родовима, који су организовали народне скупштине, којима су присуствовали сви Македонци способни да носе оружје, постепено се истакао род Аргијада, који успоставља превласт над великим делом тадашње Македоније. Током времена, иако није постојала институција наследне власти, Аргијади стварају монархију.
У време краља Аминте I, што је период Грчко-персијских ратова, Македонија признаје власт Персијанаца, али се убрзо ослобађа персијске превласти. Први истакнутији краљ из куће Агреада, био је Аминтин син Александар (498—454. п. н. е.). Он се не сукобљава са Персијанцима, али шири територију државе освајајући суседне независне области, учвршћујући своју власт. Он је први кога Хелени признају за сродника и дозвољавају му учешће на Олимпијским играма. Његови наследници учвршћују државу и проширују територију.
Краљ Архелај I (419—399. п. н. е.), спроводи низ реформи како би ојачао централну власт. Он је градио утврђења, просецао путеве, ојачао војску, а нарочито коњицу, усавршивши јој наоружање... По реду, он је девети краљ. Премешта престоницу из града Еге у град Пелу. Нарочито добре односе, одржавао је са Атином, што се испољавало и у неколико заједничких војних похода, као и гушења устанака и у Македонији и у Атини. Убијен је 399. п. н. е., а после њега се у кратком временском периоду (399—390. п. н. е.), мењају три краља: Архелај II, Амнита II и Паусанија.
Аминта III (390—369. п. н. е.), успева да сузбије унутрашње немире. Водио је рат са Илирима протеравши их из земље уз помоћ грчких градова са Халкидика. Са њима склапа уговор који брзо бива нарушен од стране града Олинта, који покреће акцију против Македоније. Уз помоћ Спарте, Олинт бива поражен 379. п. н. е. У страху од Спарте, Аминта се обраћа Атини и са њом склапа уговор о савезништву. После његове смрти, 369. п. н. е., у Македонији је поново анархија и борба за власт. 365. п. н. е., на престо ступа млађи Амнитин син Пердика III (старији син Александар II, убијен је 368. п. н. е.), који поново заводи ред у земљи. За време Пердике III (365—360. п. н. е.), забележена је велика дипломатска активност. Он склапа и раскида уговоре са грчким савезима и градовима, док се са другима сукобљава. Гине 360. п. н. е., у борби са Илирима.

## Класична античка Македонија
(период Филипа и Александра Македонског 359-323. п. н. е.)
За период Филипа Македонског, поседујемо већи број извора. Иако су често међу собом контроверзни, непотпуни, често засновани на разним легендама, или пак оптерећени политичким приликама датог времена, ипак морамо признати да нам дају одређену слику овог периода, за разлику од претходних, за које смо принуђени да се служимо разним нагађањима и конструкцијама.
Од Теопомпа, остали су нам разни одломци из његове „Историје“. На основу њега пише Диодор са Сицилије у XVI књизи своје „Историјске библиотеке“. За ово дело се сматра да је пуно нетачности, материјалних грешака (нарочито хронолошких), готово без унутрашње историје, углавном описује спољно-политичке односе. Но, и поред свих наведених недостатака, ово је незаобилазно штиво јер једино оно даје како-тако повезану историју Македоније и Грчке у време Филипа. На основу Теопомпа пише и учени граматичар Дидим (I век п. н. е.). Он тумачи неке од Демостенових говора. Сачувани су нам само одломци са папирусима из Египта. Такође на основу Теопомпа, пише и Плутарх, користећи га за своју биографију о Демостену. Теопомпа користи и римски писац Помпеј Трог (I век п. н. е.), у својој „Историји Филипа“. Позната нам је само на основу кратког излагања Јустина. Такође је познато да је и Теопомпов савременик Ефор (III век п. н. е.), писао о Филипу, али тај рад није сачуван. Њега је делимично користио Диодор са Сицилије. У другу групу извора, спадају говори беседника Есхина, Демостена, као и беседника публицисте Исократа (IV век п. н. е.). Овде је потребно напоменути још и то, да Демостен Филипа у својим „Филипикама“ назива варварином.

## Филип II
Долазак на власт Филипа II, означава велики преокрет у историји Македоније и Хеленског света уопште. Македонија постаје најмоћнија држава на Балкану. На самом почетку своје владавине, Филип ослобађа Македонију од притиска северних варвара. Он побеђује Илире и одузима им земље све до Охридског језера. Укида локалне династије на северу земље и тиме учвршћује јединство државе. Филип Други реорганизује дотадашњу војску сељака и ствара чувене фаланге, одред пешака распоређених у збијеним и дубоким редовима, наоружаних са око 5 метара дугим копљима (сариси). Овако распоређен одред пешака сада наступа као једна целина, борбена и дисциплинована, а нарочито увежбана сталном обуком и ратовима.

## Владавина Александра Великог Македонског (336—323. године п. н. е.)
Извори који су нам на располагању за период живота и владавине Александра Македонског, представљају остатак богате литературе која се бавила овом, једном од најзначајнијих личности целокупне историје човечанства. Може се рећи да до данас није сачувано ни једно дело у својој целини. Остали су само фрагменти, расејани по делима других аутора који су их наводили и користили.
Традиција о Александру је пуна противречности. Сачувани литерарни извори су како непотпуни, тако и неједнаке вредности, нарочито је ово очигледно у покушају сагледавања целе епохе, а не само Александрове личности. Александар је толико засенио и опчинио своје савременике, да је сва пажња његових историчара била посвећена искључиво њему, док је мало тога забележено, а да није имало непосредне везе са њим. Међутим, без обзира што је о њему написано много, тешко је објективно сагледати његову личност, управо због обимности материјала, који је сав у противречностима.
Човек који је како самоме себи, тако и својој даљој и ближој околини и готово свим савременицима деловао као натчовек, био је предмет разноразних измишљених прича и легенди. Проглашен је богом, а већ наредно поколење га сматра легендарном личношћу, херојем какав се од њега није родио на овоме свету и слично...
Све су то разлози који су допринели разним размишљањима, стварању разноразних легенди и прича везаних за његову личност. То је главни разлог зашто је данас веома тешко одвојити реално од нереалног. Обимност приповести и разно-разног материјала о Александру, разним истраживачима већ више од век и по, не дозвољава да донесу једнодушан и коначан суд о њему. Све зависи од тога, коме ће извору истраживач поклонити више поверења. Тако је настало, а тако је и дан-данас стање по питању проучавања Александра Великог и његове епохе.
Донекле, за превладавање ових проблема, од помоћи би могао бити и богати документарни материјал, такође расејан по разним делима, сачуван у фрагментима, али ипак од користи јер попуњава многе празнине, нарочито у детаљима кој нису у директној вези са самим Александром или његовом ближом околином.
Пређимо сада на навођење неких од битнијих извора за епоху о којој говоримо.
- Калистен, Грк, родом из Олинта, ученик и сарадник Аристотела, по чијој га препоруци Александар води са собом на поход у Азију, како би био његов историчар. Први је писао о Александровом ратовању у Азији. Пратио је Александра у свим походима до Бактрије, где је 328/27. п. н. е. осумњичен да је учествовао у завери против Александра, те као такав и убијен. Написао је Историју Александрових похода, која је препуна заноса и искреног одушевљења према Александру. Међутим, његов чврст карактер и опирање Александру у кључним тренуцима, када му је и живот био у опасности, отклања сумњу у неистинитост онога о чему је писао, јер најмање што је био то је удварач, што га је касније коштало и живота. Сматра се да је Калистеново дело основа свих каснијих дела о Александру и његовом времену.
- Онесикирт из Астипалеје, историчар-филозоф, ученик Диогена киничара, такође је пратио Александра у његовом походу и то у последњим годинама овога похода, у Индији. Био је командант ратног брода у учествовао у Неарховој експедицији приликом повратка из Индије по Индијском океану. Детаљно је описивао флору и животињски свет, као и људе из тада непознатих крајева. Већина сачуваних фрагмената његовог дела се односи на Индију. Мешао је реално са фантастичним и измишљао неке догађаје.
- Птолемеј, син Лагов, оснивач династије Птолемеја-Лагида у Египту. За његово дело Анабаза — Повратак сазнајемо једино на основу Аријана, коме је он послужио као главни извор. Како је Аријаново дело другачије од свих дела, закључује се да је Птолемејево морало бити другачије у односу на своје савременике. Птолемеј је био један од најистакнутијих Александрових команданата, у стопу га пратећи кроз целокупан поход, до саме смрти Александрове. Због свега овога, Аријан га сматра веродостојним, као и због тога што је водио многе поверљиве мисије. Његово је дело настало после његовог проглашења за краља Египта 306. п. н. е., када је Александар био већ 17 година мртав, те није имао потребу да измишља и да се улагује.

- Аристобул иза Касандреје, Александров официр, написао је: Историју АЛександрових ратова. Сматра се да је ово дело написао у дубокој старости, свакако после 301. п. н. е. и то не на основу сопственог сећања већ на основу других аутора.
- Клитарх из Александрије, написао је Историју Александра, дело које је у своје време било веома популарно. Такође се сматра да је ово дело имало велики утицај на каснију историографију, те да од њега, у крајњој линији потиче најраспрострањенија традиција о Александру позната под називом вулгата, сачувана у делима Диодора са Сицилије, Јустина, као и Курција Руфа. О Клитарховој личности не знамо много, но сматра се да је он најранији Александров историчар те да је писао пре Проломеја и Аристобула. Из његовог дела се не може закључити да је учествовао у Александровим походима, те се не може знати на основу чега је написао своје дело.

Пребројане личности, сматрају се најзначајнијим по питању извора за Александров лик и његову епоху, пре свега јер су били његови савременици. Наравно, списак није исцрпљен, јер је било и других људи који су пратили Александра и писали о њему, но, данас се сматрају мање значајним. Највећи део онога што су писали, није се сачувао. За њихова дела сазнајемо тек из радова познатијих аутора који су их користили.
Сада бисмо прешли на личности и њихова дела, који су живели много касније од Александра, а који су важни из неколико разлога. Најважнији је тај, што су нам њихова дела углавном сачувана, а такође и то, што су они били ти који су користили дела напред побројаних аутора, за које без ових других не бисмо ни сазнали да их ови нису поменули.
- Аријан Флавије, написао је  Историју Александрових ратова, која се сматра најбољом. Он је био Грк из Никомидије у Битинији. За време владавине цара Хадријана, био је конзул и царски легат у провинцији Кападокији, а после Хадријанове смрти, повукао се у Атину, где се бавио књижевним радом. Користио је као изворе Птолемеја и Аристобула, који су му се чинили најверодостојнијима. Сматра се да Аријан није ништа сам измишљао нити додавао, те се стога његовом делу и изворима поклања пуно поверење.
- Курције Руф, сенатор за време Августа и његових наследника, написао је дело: Историја Александра Великог у десет књига, од којих су прве две изгубљене, а остале делимично сачуване. Данас није могуће утврдити да ли су и у којој мери говори, писма, разговори које цитира, верно пренети из извора, или су пак његова интерпретација и творевина. Стога се увек давала предност Аријану, но неки други су сматрали управо њега за најпоузданији извор.
- Диодор са Сицилије (I век п. н. е.), у својој Историјској библиотеци, обрадио је и историју Александра Македонског. Као извора за овај период сматра се да је користио Клитарха.
- Помпеј Трог, римски писац из Августовог времена, за кога сазнајемо из кратког извода Јустина, такође излаже историју Александра у делу: "Historiarum Philippicarum Epitomae", која је сачињена у III веку п. н. е. Он је могао бити важан извор за владавину Филипа, Александровог оца, о чему је напред такође нешто речено.
- Плутарх из Херонеје (II в. пне), написао је: Биографију Александра Великог у оквиру својих Упоредних биографија. Плутарх није био ни историчар, нити пак филозоф, тако да је његово дело пре свега окренуто моралу. Њега пре свега интересује човек са својим врлинама и манама. У том смислу, он је неизбежан за познавање реалнијег карактера Александра Македонског. Он је био велики познавалац извора и литературе, тако да му се може поклонити поверење.

Ово су углавном најважнији секундарни, познатији извори о Александру и његовом времену, такође, (баш као и извори којима су се служили) веома противуречни. Као што смо видели, управо на основу њихових дела, а не оригиналних извора (највећим делом изгубљених), грађена је слика о Александру и његовом времену. Ова слика до данас није довршена, нити је пак коначан суд донесен. Разлог је, како видесмо, с једне стране недостатак оригиналних извора, а са друге пак стране непоузданост доступних нам извора.
Овде треба додати још и то, да је извесно да је на Александровом двору постојао огроман архивски материјал, међутим, ни он нам није сачуван. Многобројни људи из његове околине су, извесно били задужени да скупљају и сређују званична акта, писма, извештаје официра, наредбе и слично. Главни секретар, архиграматус, био је Грк Еумен из Кардије, који се помиње заједно са непознатим Диодотом из Еретрије као састављач: Александровог дневника, који се помиње код више писаца, а од кога су сачувана само два већа фрагмента, у којима се описују последњи дани и смрт Александрова (налазимо им помена код Аријана и Плутарха), познатији као Ефемериде. Аутентичност и карактер овог Дневника се и дан-данас сматрају спорним.
Из литературе сазнајемо такође за око стотину писама, што Александрових, што оних њему упућених, такође несачуваних. За већину оних за које смо сазнали, сматра се да нису аутентична. За нека од њих се сматра да су аутентична по томе што су имала широк публицитет у грчком свету. Тако се на пример за Александрову посланицу политичким емигрантима, окупљеним на Олимпијским играма 324. п. н. е., где им саопштава одлуку да их врати у родне градове, (Диодор, Ист. Библ.), сматра да је због садржаја вероватно аутентична, јер се ово стварно десило.
Нека од Александрових писама, сачувана су у виду натписа и представљају документе од прворазредног значаја. Тако је на пример, Александрово писмо Пријени из 334. п. н. е., где Пријењанима који живе у Наулоху проглашава аутономију.
Такође, значајни су и египатски хијероглифски, као и вавилонски клинописни споменици тога времена.
Посебну и веома значајну групу извора чини новац, на коме се поред одсликавања привредног развоја и трговачких веза тога времена, понекад бележе и неки важнији догађаји. На новцу се често може видети и политичка слика, као и схватања и веровања тога времена. Александар је прихватио атински систем за сребрни и златни новац и укинуо дотадашњи персијски биметализам. Завео је јединство новца на целој територији царства. Производња новца је доживела процват захваљујући пуштању блага из персијских ризница у оптицај. Отварају се нове ковнице. Све у свему, новац одсликава велики замах који је доживела привреда његовог времена.
Овим заокружујемо причу о изворима из Александровог времена. Она је била неопходна да би се видело на основу чега почива изграђена слика за овога, заиста једног од највећих људи историје човечанства. Међутим, иако се чини да је о њему све познато, због великог дела изгубљених оригиналних докумената, морамо констатовати да права слика о њему и његовом времену још није коначно уобличена, због свега што смо горе већ поменули. Да би се ова констатација разумела, било је потребно да се мало детаљније позабавимо овим питањем, које ће извесно је, још за дуго остати нерешени проблем у науци.